# 보르고냐가
보르고냐가(포르투갈어: Casa de Borgonha 카사 드 보르고냐[*]) 또는 아폰시느 왕조 (Dinastia Afonsina)는 포르투갈 왕국의 초대 왕조로, 건국 이후 1383년 포르투갈 공위시대까지 포르투갈을 통치한 가문이다.
보르고냐라는 명칭은 부르고뉴가를 뜻하는 것으로 영어로 '포르투갈 부르고뉴가' (Portuguese House of Burgundy)라고도 표현한다. 1096년 포르투갈 백작이 된 앙리 드 부르고뉴가 창설하였다. 그의 아들 아폰수 엔리케스는 1139년 우리크 전투에서 승리하고 자신이 포르투갈의 국왕임을 선언하였다. 포르투갈의 기틀이 형성되어 가는 시기를 다스린 군주가 바로 이 보르고냐가 출신에 해당되는데, 디니스 1세 시기에는 포르투갈어를 공용어로 채택하고,  아폰수 2세 시기에는 포르투갈 의회가 처음 소집되는가 하면, 아폰수 3세 시기에는 알가르브 왕국이 정복되어 오늘날의 영토를 완성하였다.
포르투갈 국내 뿐만 아니라 플랑드르 백국의 페랑 드 플랑드르, 우르헬 백국의 페드루 1세 등 유럽 전역에서 왕위를 차지한 이 가문 출신 인물들이 많다. 마찬가지로 덴마크 왕비 베렝가리아, 아라곤 왕비 레오노르, 부르고뉴 공비 테레사 등 타국의 왕비에 오른 공주들도 많았다.

## 역사

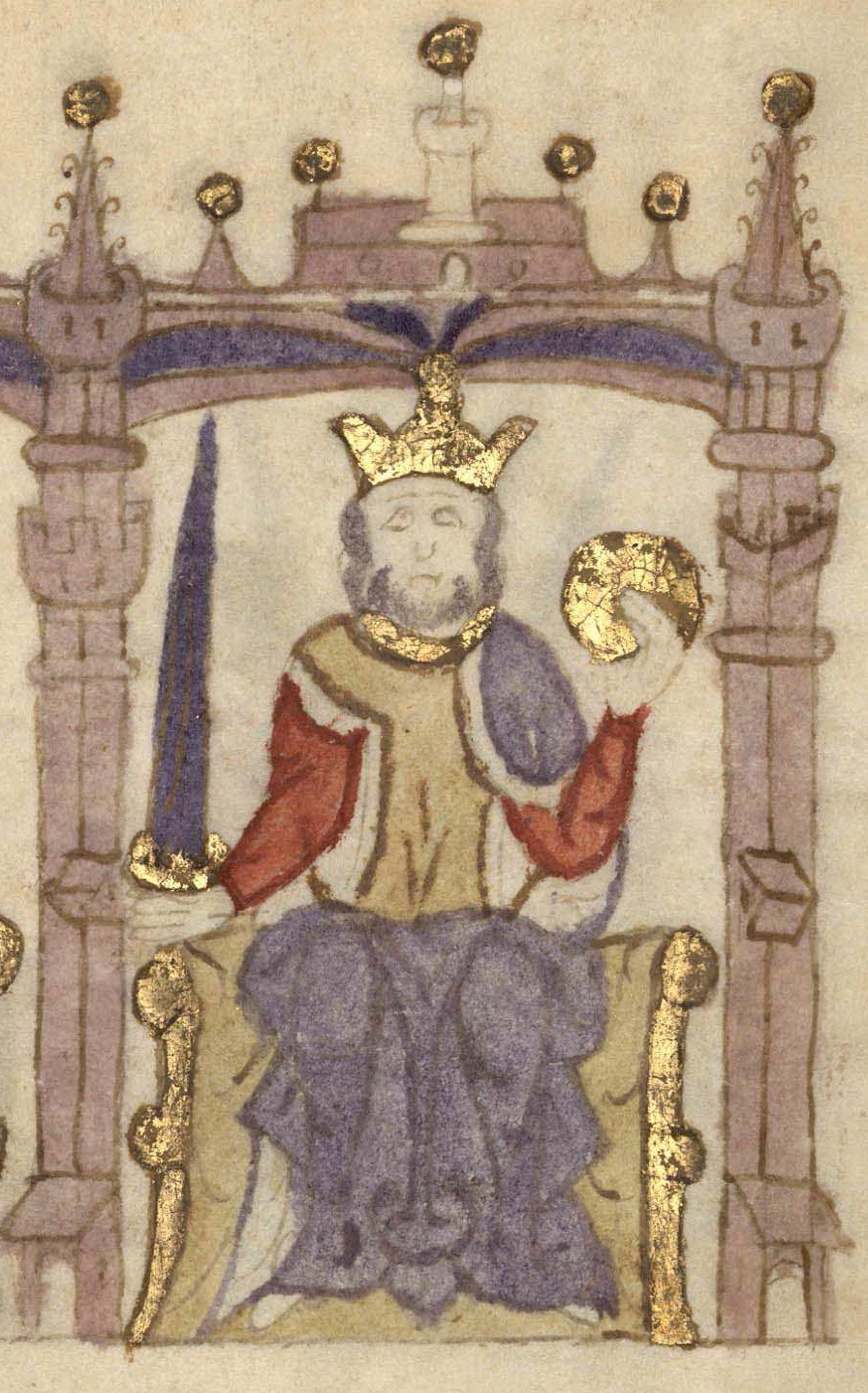
포르투갈의 초대 국왕인 아폰수 1세

### 기원
부르고뉴 공작 로베르 1세의 직계 손자인 엔히크 드 포르투갈 백작은 11세기 말에 이르러 이베리아 반도의 레콩키스타에 참여하였다. 엔히크는 레온 왕국의 알폰소 6세를 대신하여 갈리시아 일부 지역과 포르투갈 북부를 정복한 뒤, 알폰소의 사생아였던 테레사와 결혼하였고 레온 왕국의 영지로서 포르투갈 백작령을 하사받았다.
엔히크의 아들 아폰수 엔히크스는 1128년 상마메드 전투에서 어머니 테레사의 군대를 격파하고 본인이 포르투갈의 국왕임을 선언하였다. 그러나 교황 알렉산데르 3세가 포르투갈을 독립국으로 인정한 것은 1179년이 되어서였다. 중세 유럽의 기독교 세계에서 왕국이 완전히 인정받기 위해서는 교황의 승인을 거쳐야 했었다.
아폰수 1세의 어머니 쪽 혈통은 세메로 왕조에 해당되며, 더 거슬러 올라가면 아스투리아스레온 왕조의 산차와 연관되어 아스투리아스 왕국을 세운 펠라요의 후손이 된다.《알폰소 3세 연대기》에서는 펠라요의 선조가 서고트 왕국의 킨다수인트임을 밝히고 있으므로, 훨씬 더 이르게는 리우비길드 (Liuvigild)를 선조로 볼 수도 있다. 리우비길드는 6세기 서고트인의 왕으로서 수에비 왕국을 정복하고 이베리아반도 대부분을 차지, 서고트 왕국을 세웠다. 아버지 쪽 혈통은 프랑크인계 로베르가 왕조의 방계인  카페 왕조에 해당되며 9세기의 에스베 백작 로베르 2세가 선조에 해당된다.

### 포르투갈 국왕

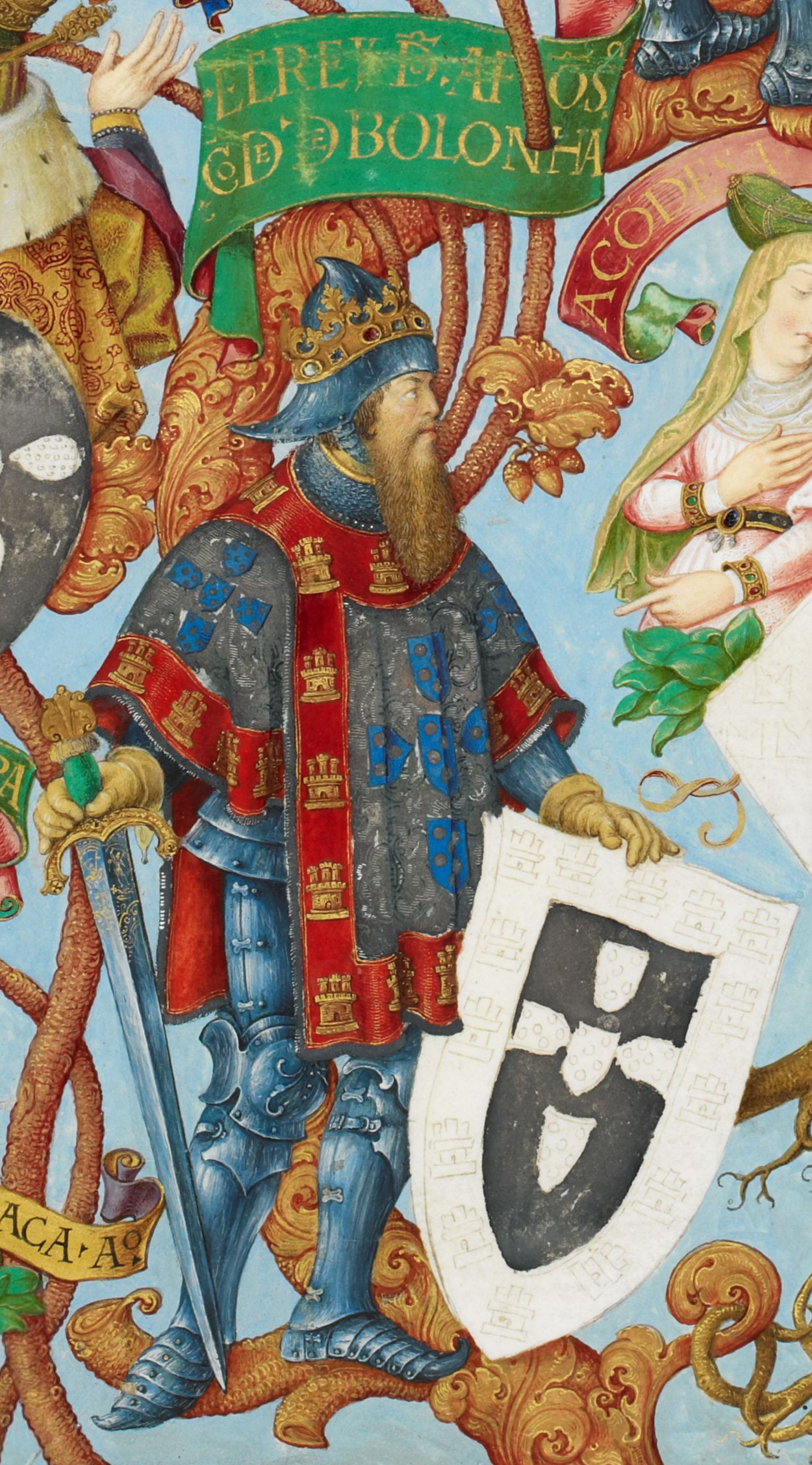
포르투갈 국왕이자 불로뉴 백작이었던 아폰수 3세

아폰소 1세의 뒤를 이어 후대 포르투갈 국왕들은 무어인을 상대로 이베리아반도의 레콩키스타를 계속해 나갔다. 아폰수 3세는 오늘날 포르투갈 최남단에 해당되는 알가르브를 정복하고 '포르투갈과 알가르브 국왕'이란 칭호를 취했다.
아폰수 3세의 뒤를 이어 왕국 곳곳의 영토 개발에 나선 디니스 1세는 1297년 알카니세스 조약을 체결하여 포르투갈의 국경을 확정지었다.

### 해체
1383년 왕위 계승자가 된 베아트리스 공주는 카스티야 왕국의 후안 1세와 결혼하였다. 같은 해 아버지 페르난두 1세가 사망하자 포르투갈 왕국은 무정부 상태에 빠져 카스티야에 합병될 위기에 처하는데 이를 포르투갈 공위시대라 한다.
포르투갈 공위시대는 1385년 알주바호타 전투에서 포르투갈이 승리하면서 끝났다. 페드루 1세의 사생아였던 아비스의 군주 주앙 1세가 아비스 왕조를 수립하면서 보르고냐가의 명맥은 끝을 맺었다.

## 부르고뉴 군주

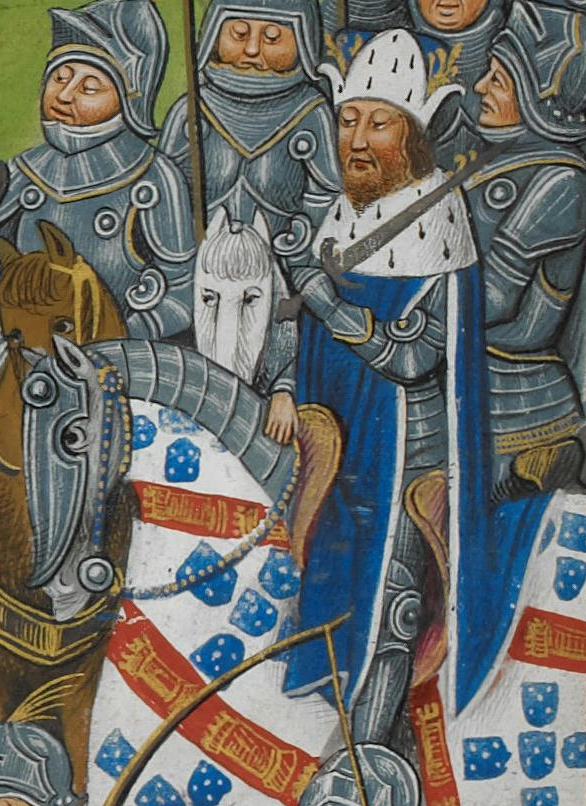
보르고냐가의 마지막 포르투갈 국왕인 페르난두 1세

| 이름         | 재위          | 주                                |
| ------------ | ------------- | --------------------------------- |
| 아폰수 1세   | 1139년~1185년 | 포르투갈 초대 국왕                |
| 산슈 1세     | 1185년~1211년 | 실베스의 왕                       |
| 아폰수 2세   | 1211년~1223년 |                                   |
| 산슈 2세     | 1223년~1248년 |                                   |
| 아폰수 3세   | 1248년~1279년 | 알가르브 초대 국왕 구 불로뉴 백작 |
| 디니스 1세   | 1279년~1325년 |                                   |
| 아폰수 4세   | 1325년~1357년 |                                   |
| 페드루 1세   | 1357년~1367년 |                                   |
| 페르난두 1세 | 1367년~1383년 | 사망 후 포르투갈 공위시대 시작    |

## 상징

### 문장
| 문장 | 제목                                | 보유      | 문장 | 제목                                  | 보유      | 문장 | 제목                               | 보유      |
| ---- | ----------------------------------- | --------- | ---- | ------------------------------------- | --------- | ---- | ---------------------------------- | --------- |
|      | 헤이 드 포르투갈 (Rey d' Portugall) | 1139–1248 |      | 알가르브 국왕                         | 1249-1383 |      | 불로뉴 공작 (마틸다 2세 드 불로뉴) | 1463–1466 |
|      | 헤이 드 포르투갈 (Rey d' Portugall) | 1248–1383 |      | 플랑드르 공작 (잔 드 플랑드르 여백작) | 1212-1233 |      | 우르헬 백작 (아우렘비아익스)       | 1463–1466 |

## 같이 보기
- 포르투갈 국왕 목록
- 아비스가
- 포르투갈의 역사